# Observatoire astronomique d'Androuchivka
L'observatoire astronomique d'Androuchivka (ukrainien : Андрушівська астрономічна обсерваторія, Androuchivs'ka astronomitchna observatoria) est un observatoire astronomique privé situé à Androuchivka, dans l'Oblast de Jytomyr en Ukraine.
Il fut fondé en 2001 par son futur directeur Iouri Ivachtchenko.
L'observatoire possède le code UAI « A50 ».
Le Centre des planètes mineures lui attribue la découverte entre 2003 et 2010 de 124 astéroïdes numérotés (février 2023) sous le nom Andrushivka.

## Astéroïdes découverts
| (117240) Zhytomyr    | 19 septembre 2004 |
| (133293) Andrushivka | 18 septembre 2003 |
| (152217) Akosipov    | 10 septembre 2005 |
| (155116) Verkhivnya  | 8 octobre 2005    |
| (159011) Radomyshl   | 7 octobre 2004    |
| (159181) Berdychiv   | 29 octobre 2005   |
| (161962) Galchyn     | 27 avril 2007     |
| (175636) Zvyagel     | 17 octobre 2007   |
| (177982) Popilnia    | 17 août 2006      |
| (181249) Tkachenko   | 30 octobre 2005   |
| (185250) Korostyshiv | 17 octobre 2006   |
| (190026) Iskorosten  | 16 août 2004      |
| (199986) Chervone    | 9 mai 2007        |
| (202778) Dmytria     | 16 octobre 2007   |
| (207585) Lubar       | 17 août 2006      |
| (207695) Olgakopyl   | 8 septembre 2007  |
| (207899) Grinmalia   | 21 octobre 2008   |
| (212465) Goroshky    | 23 août 2006      |
| (212723) Klitschko   | 14 septembre 2007 |
| (214487) Baranivka   | 29 octobre 2005   |
| (216451) Irsha       | 19 avril 2009     |
| (216910) Vnukov      | 13 mai 2009       |
| (217420) Olevsk      | 31 août 2005      |
| (220418) Golovyno    | 23 septembre 2003 |
| (221073) Ovruch      | 23 septembre 2005 |
| (226858) Ivanpuluj   | 8 octobre 2004    |
| (227326) Narodychi   | 11 octobre 2005   |
| (239307) Kruchynenko | 24 août 2007      |
| (240381) Emilchyne   | 29 septembre 2003 |
| (241192) Pulyny      | 21 septembre 2007 |
| (241538) Chudniv     | 10 mars 2010      |
| (243204) Kubanchoria | 16 octobre 2007   |
| (245890) Krynychenka | 25 août 2006      |
| (246132) Lugyny      | 9 juillet 2007    |
| (246164) Zdvyzhensk  | 22 août 2007      |

| (251001) Sluch            | 28 juillet 2006   |
| (251018) Liubirena        | 16 août 2006      |
| (251449) Olexakorol'      | 11 février 2008   |
| (253536) Tymchenko        | 22 septembre 2003 |
| (261291) Fucecchio        | 31 octobre 2005   |
| (262418) Samofalov        | 17 octobre 2006   |
| (269245) Catastini        | 27 août 2008      |
| (269251) Kolomna          | 26 août 2008      |
| (269252) Bogdanstupka     | 27 août 2008      |
| (274300) UNESCO           | 25 août 2008      |
| (274301) Wikipedia        | 25 août 2008      |
| (274333) Voznyukigor      | 2 septembre 2008  |
| (274334) Kyivplaniy       | 3 septembre 2008  |
| (274843) Mykhailopetrenko | 24 août 2009      |
| (278386) Sofivanna        | 13 juillet 2007   |
| (278609) Avrudenko        | 5 août 2008       |
| (278645) Kontsevych       | 4 septembre 2008  |
| (281459) Kyrylenko        | 27 septembre 2008 |
| (290127) Linakostenko     | 29 août 2005      |
| (291855) Calabròcorrado   | 28 juillet 2006   |
| (291923) Kuzmaskryabin    | 16 août 2006      |
| (293707) Govoradloanatoly | 16 août 2007      |
| (294814) Nataliakidalova  | 11 février 2008   |
| (295841) Gorbulin         | 7 novembre 2008   |
| (296987) Piotrflin        | 11 mars 2010      |
| (300932) Kyslyuk          | 11 février 2008   |
| (302932) Francoballoni    | 29 septembre 2003 |
| (315276) Yurigradovsky    | 1er octobre 2007  |
| (316084) Mykolapokropyvny | 26 mai 2009       |
| (318794) Uglia            | 25 septembre 2005 |
| (325368) Ihorhuk          | 25 août 2008      |
| (332084) Vasyakulbeda     | 29 octobre 2005   |
| (348239) Societadante     | 20 septembre 2004 |
| (399673) Kadenyuk         | 19 septembre 2004 |
| (440794) Wytrzyszczak     | 28 juillet 2006   |